# Karlo Pavlenč
Karlo Pavlenč, slovenski veslač, * 9. januar 1926, Zagreb, † 11. avgust 1987, Zagreb. 
Pavlenč je za Jugoslavijo nastopil na Poletnih olimpijskih igrah 1948 v Londonu ter Poletnih olimpijskih igrah 1952 v Helsinkih, kjer je veslal v osmercu s krmarjem.